# Zombie (cocktail)
Zombie este un cocktail  făcut din sucuri de fructe, lichioruri și sortimente de rom. Este numit astfel după efectele pe care le are asupra consumatorilor. A apărut pentru prima oară la sfârșitul anilor 1930, fiind inventat de Don Beach (fostul Ernest Raymond Beaumont-Gannt) în restaurantul  său, Don the Beachcomber din Hollywood. A fost popularizat la scurt timp după Târgul Internațional din New York din 1939.
Beach l-a creat într-o după-amiază pentru un prieten care trecuse pe la restaurantul său inainte să zboare spre San Francisco. Prietenul a plecat după ce a consumat trei băuturi. El s-a întors câteva zile mai târziu plângându-se că pe toată durata călătoriei s-a comportat ca un zombi.
Gustul dulce, fructat ascunde conținutul extrem de ridicat de alcool. Timp de mulți ani, restaurantele Don the Beachcomber își limitau vânzările la două Zombie pentru fiecare client. Potrivit rețetei originale, o singură băutură conținea echivalentul a 2,2 dl de alcool. Aceasta ar însemna trei cocktailuri și jumătate având o cantitate generoasă de 0,6 dl de alcool. Prin urmare, limita impusă de restaurante era echivalentul a 7 cocktailuri obișnuite cum ar fi Manhattan sau Scotch cu gheață. Astăzi există nenumărate variațiuni de Zombie, restaurantele oferind propriile versiuni. 